# Noyonu-qu Üijeng Noyan
Noyonu-qu Üijeng Noyan (mongol : ᠣᠨᠣᠬᠣ?
ᠥᠢᠵᠡᠩ
ᠨᠣᠶᠠᠨ, VPMC : Noyonu-qu Üijeng Noyan ou Noɣonuqu Üijeng Noyan, cyrillique : Онохуй үйзэн ноён, MNS : Onokhui Üizen noyen ; translittération en chinois simplifié : 诺诺和 ; chinois traditionnel : 諾諾和 ; pinyin : nuònuòhé) est un khan mongol. D'après le Asarayči neretü teüke, il est le troisième fils du khong tayiji Geresenje.
Toujours d'après le Asarayči neretü teüke, il a pour premier fils, le tüsheet khan, Abadai Khan(1534 — 1586).